# أه يونغ
تشو أه يونج المعروفة بإسمها الفني أه يونج (بالكورية: 조아영) هي مغنية وممثلة كورية جنوبية. ولدت في 26 مايو 1991 في سول بكوريا الجنوبية. ومعروفة كعضوة في مجموعة فتيات كورية جنوبية دال شبيت.

## روابط خارجية
- أه يونغ على موقع IMDb (الإنجليزية)
- أه يونغ على موقع ميوزك برينز (الإنجليزية)
- أه يونغ على موقع ديسكوغز (الإنجليزية)